# New York Red Bulls 2021
 Questa voce raccoglie le informazioni riguardanti il New York Red Bulls nelle competizioni ufficiali della stagione 2021.

## Stagione
La stagione 2021 dei New York Red Bulls si apre con il match di campionato contro lo Sporting K.C., perso per 2-1. La squadra gioca una brillante seconda parte di stagione, infatti perde solo due partite tra settembre e novembre piazzandosi al settimo posto nella propria conference e conquistando il pass per i play-off. Al primo turno incontra il Philadelphia Union con cui perde 1-0 a causa di un gol allo scadere dei tempi supplementari.

## Organigramma societario

### Staff tecnico
Di seguito lo staff tecnico del NY Red Bulls aggiornato al 2 dicembre 2021.
- Dennis Hamlet - Direttore sportivo
- Kevin Thelwell - Direttore generale
- Gerhard Struber - Allenatore
- Bradley Carnell - Allenatore in seconda
- Bernd Eibler - Allenatore in seconda
- Jyri Nieminien - Allenatore dei portieri
- Ivan Pierra - Preparatore atletico

## Rosa
| N. |                        | Ruolo | Calciatore            |
| -- | ---------------------- | ----- | --------------------- |
| 1  | Danimarca (bandiera)   | P     | David Jensen          |
| 2  | Uruguay (bandiera)     | D     | Lucas Monzón          |
| 3  | Egitto (bandiera)      | D     | Amro Tarek            |
| 4  | Colombia (bandiera)    | D     | Andrés Reyes          |
| 5  | Stati Uniti (bandiera) | D     | Andrew Gutman         |
| 6  | Stati Uniti (bandiera) | D     | Kyle Duncan           |
| 7  | Inghilterra (bandiera) | D     | Tom Edwards           |
| 8  | Stati Uniti (bandiera) | C     | Frankie Amaya         |
| 9  | Brasile (bandiera)     | A     | Fábio                 |
| 10 | Polonia (bandiera)     | A     | Patryk Klimala        |
| 13 | Brasile (bandiera)     | P     | Carlos Miguel Coronel |
| 15 | Stati Uniti (bandiera) | D     | Sean Nealis           |
| 16 | Inghilterra (bandiera) | C     | Dru Yearwood          |
| 17 | Stati Uniti (bandiera) | A     | Cameron Harper        |
| 18 | Stati Uniti (bandiera) | P     | Ryan Meara            |
| 19 | Venezuela (bandiera)   | C     | Wikelman Carmona      |

| N. |                        | Ruolo | Calciatore        |
| -- | ---------------------- | ----- | ----------------- |
| 21 | Stati Uniti (bandiera) | D     | Omir Fernandez    |
| 22 | Francia (bandiera)     | C     | Florian Valot     |
| 23 | Venezuela (bandiera)   | C     | Cristian Cásseres |
| 24 | Francia (bandiera)     | D     | Jason Pendant     |
| 27 | Stati Uniti (bandiera) | C     | Sean Davis        |
| 33 | Stati Uniti (bandiera) | D     | Aaron Long        |
| 37 | Stati Uniti (bandiera) | C     | Caden Clark       |
| 39 | Inghilterra (bandiera) | D     | Mandela Egbo      |
| 42 | Stati Uniti (bandiera) | A     | Brian White       |
| 44 | Mali (bandiera)        | D     | Youba Diarra      |
| 47 | Stati Uniti (bandiera) | D     | John Tolkin       |
| 74 | Stati Uniti (bandiera) | A     | Tom Barlow        |
| 77 | Austria (bandiera)     | C     | Daniel Royer      |
| 88 | Stati Uniti (bandiera) | P     | Luca Lewis        |
| 91 | Stati Uniti (bandiera) | C     | Bento Estrela     |

## Statistiche

### Statistiche di squadra
| Competizione        | Punti | In casa | In casa | In casa | In casa | In casa | In casa | In trasferta | In trasferta | In trasferta | In trasferta | In trasferta | In trasferta | Totale | Totale | Totale | Totale | Totale | Totale | DR |
| Competizione        | Punti | G       | V       | N       | P       | Gf      | Gs      | G            | V            | N            | P            | Gf           | Gs           | G      | V      | N      | P      | Gf     | Gs     | DR |
| ------------------- | ----- | ------- | ------- | ------- | ------- | ------- | ------- | ------------ | ------------ | ------------ | ------------ | ------------ | ------------ | ------ | ------ | ------ | ------ | ------ | ------ | -- |
| Major League Soccer | 48    | 17      | 8       | 6       | 3       | 19      | 11      | 17           | 5            | 3            | 9            | 20           | 22           | 34     | 13     | 9      | 12     | 39     | 33     | +6 |
| Totale              | 48    | 17      | 8       | 6       | 3       | 19      | 11      | 17           | 5            | 3            | 9            | 20           | 22           | 34     | 13     | 9      | 12     | 39     | 33     | +6 |